# Chicago (ban nhạc)
Chicago là một ban nhạc rock được thành lập năm 1967 tại Chicago, Illinois. Là một trong ít ban nhạc thổi kèn nhiều, Chicago mới đầu là ban nhạc rock đôi khi thực nghiệm có chủ đề chính trị và về sau đổi qua nhạc nhẹ hơn, họ phát hành 30 album và gần 60 đĩa đơn chính thức. Ban nhạc này có dòng bản nhạc thành công khắp thập niên 1970 và thập niên 1980.

## Các đĩa nhạc

### Album chính thức
1. The Chicago Transit Authority (tháng 4 năm 1969) Mỹ #17; Anh #9
2. Chicago, về sau đổi tên thành Chicago II (tháng 1 năm 1970) Mỹ #4; Anh #6
3. Chicago III (tháng 1 năm 1971) Mỹ #2; Anh #9
4. Chicago tại Carnegie Hall (tháng 10 năm 1971) Mỹ #3
5. Chicago V (tháng 7 năm 1972) Mỹ #1; Anh #24
6. Chicago VI (tháng 6 năm 1973) Mỹ #1
7. Chicago VII (tháng 3 năm 1974) Mỹ #1
8. Chicago VIII (tháng 3 năm 1975) Mỹ #1
9. Chicago IX – Chicago's Greatest Hits (tháng 11 năm 1975) Mỹ #1
10. Chicago X (tháng 6 năm 1976) Mỹ #3; Anh #21
11. Chicago XI (tháng 11 năm 1977) Mỹ #6
12. Hot Streets (tháng 10 năm 1978) Mỹ #12
13. Chicago 13 (tháng 8 năm 1979) Mỹ #21
14. Chicago XIV (tháng 7 năm 1980) Mỹ #71
15. Greatest Hits, tập II (tháng 11 năm 1981) Mỹ #171
16. Chicago 16 (tháng 6 năm 1982) Mỹ #9; Anh #44 – album đầu tiên do Warner Brothers phát hành
17. Chicago 17 (tháng 5 năm 1984) Mỹ #4; Anh #24
Đĩa nhạc đằng sau theo lúc phát hành: Take Me Back to Chicago (1985) – đĩa biên soạn của Columbia Records không được ban nhạc chấp nhận
18. Chicago 18 (tháng 11 năm 1986) Mỹ #35
19. Chicago 19 (tháng 6 năm 1988) Mỹ #37
20. Greatest Hits 1982–1989 (tháng 11 năm 1989) Mỹ #37; Anh #6
21. Twenty 1 (tháng 1 năm 1991) Mỹ #66
22. Night & Day Big Band (tháng 5 năm 1995) Mỹ #90
23. The Heart of Chicago 1967–1997 (tháng 4 năm 1997) Mỹ #55; Anh #21
24. The Heart of Chicago 1967-1998 tập II (tháng 5 năm 1998) Mỹ #154
25. Chicago XXV: The Christmas Album (tháng 8 năm 1998) Mỹ #47
26. Chicago XXVI: Live in Concert (tháng 10 năm 1999)
27. The Very Best of: Only the Beginning (tháng 7 năm 2002) Mỹ #38; Anh #11
28. The Box (tháng 7 năm 2003)
Đĩa nhạc đằng sau theo lúc phát hành: What's It Gonna Be, Santa? (tái phát hành Chicago XXV với một số track thêm, tháng 10 năm 2003) Mỹ #102
29. Love Songs (tháng 1 năm 2005) Mỹ #57
30. Chicago XXX (tháng 3 năm 2006) Mỹ #41

### Album không được phát hành
1. Stone of Sisyphus (1994)

### Đĩa đơn chính thức
1. "Questions 67 & 68" (Columbia 44909/tháng 7 năm 1969) Mỹ #71
2. "Beginnings" (Columbia 45011/tháng 10 năm 1969)
3. "Make Me Smile" (Columbia 45127/tháng 3 năm 1970) Mỹ #9
4. "25 or 6 to 4" (Columbia 45194/tháng 6 năm 1970) Mỹ #4; Anh #7
5. "Does Anybody Really Know What Time It Is?" (Columbia 45264/tháng 10 năm 1970) Mỹ #7
6. "Free" (Columbia 45331/tháng 2 năm 1971) Mỹ #20
7. "Lowdown" (Columbia 45370/tháng 4 năm 1971) Mỹ #35
8. "Beginnings"/"Colour My World" (Columbia 45417/tháng 6 năm 1971) Mỹ #7
9. "I'm A Man" (Columbia 45467/tháng 9 năm 1971) Mỹ #24, Anh #8
10. "Saturday in the Park" (Columbia 45657/tháng 7 năm 1972) Mỹ #3
11. "Dialogue (Phần I & II)" (Columbia 45717/tháng 10 năm 1972) Mỹ #24
12. "Feelin' Stronger Every Day" (Columbia 45880/tháng 6 năm 1973) Mỹ #10
13. "Just You 'N' Me" (Columbia 45933/tháng 9 năm 1973) Mỹ #4
14. "(I've Been) Searchin' So Long" (Columbia 46020/tháng 2 năm 1974) Mỹ #9
15. "Call On Me" (Columbia 46062/tháng 6 năm 1974) Mỹ #6
16. "Wishing You Were Here" (Columbia 10049/tháng 10 năm 1974) Mỹ #11
17. "Harry Truman" (Columbia 10092/tháng 2 năm 1975) Mỹ #13
18. "Old Days" (Columbia 10131/tháng 4 năm 1975) Mỹ #5
19. "Brand New Love Affair (Phần I & II)"/"Hideaway" (Columbia 10200/tháng 8 năm 1975) Mỹ #61
20. "Another Rainy Day In New York City" (Columbia 10360/tháng 6 năm 1976) Mỹ #32
21. "If You Leave Me Now" (Columbia 10390/tháng 7 năm 1976) Mỹ #1; Anh #1
22. "You Are On My Mind"/"Gently I'll Wake You" (Columbia 10523/tháng 3 năm 1977) Mỹ #49
23. "Baby, What A Big Surprise" (Columbia 10620/tháng 9 năm 1977) Mỹ #4; Anh #41
24. "Little One"/"Till The End Of Time" (Columbia 10683/tháng 1 năm 1978) Mỹ #44
25. "Take Me Back To Chicago"/"Policeman" (Columbia 10737/tháng 5 năm 1978) Mỹ #63
26. "Alive Again" (Columbia 10845/tháng 10 năm 1978) Mỹ #14
27. "No Tell Lover" (Columbia 10879/tháng 12 năm 1978) Mỹ #14
28. "Gone Long Gone"/"The Greatest Love On Earth" (Columbia 10935/tháng 3 năm 1979) Mỹ #73
29. "Must Have Been Crazy"/"Closer To You" (Columbia 11061/tháng 8 năm 1979) Mỹ #83
30. "Street Player"/"Window Dreamin'" (Columbia 11138/tháng 10 năm 1979)
31. "Song For You"/"I'd Rather Be Rich" (Columbia 11341/tháng 7 năm 1980) - cancelled
32. "Thunder And Lightning"/"I'd Rather Be Rich" (Columbia 11345/tháng 8 năm 1980) Mỹ #56
33. "Song For You"/"The American Dream" (Columbia 11376/tháng 9 năm 1980)
34. "Hard to Say I'm Sorry" (Full Moon/Warner 29979/tháng 5 năm 1982) Mỹ #1; Anh #4
35. "Love Me Tomorrow" (Full Moon/Warner 29911/tháng 9 năm 1982) Mỹ #22
36. "What You're Missing"/"Rescue You" (Full Moon/Warner 29798/tháng 1 năm 1983) Mỹ #81
37. "Stay the Night" (Full Moon/Warner 29306/tháng 4 năm 1984) Mỹ #16
38. "Hard Habit to Break" (Full Moon/Warner 29214/tháng 7 năm 1984) Mỹ #3; Anh #8
39. "You're the Inspiration" (Full Moon/Warner 29126/tháng 11 năm 1984) Mỹ #3; Anh #14
40. "Along Comes A Woman" (Full Moon/Warner 29082/tháng 2 năm 1985) Mỹ #14, Anh #96
41. "25 or 6 to 4" (Full Moon/Warner 28628/tháng 8 năm 1986) Mỹ #48
42. "Will You Still Love Me?" (Full Moon/Warner 28512/tháng 10 năm 1986) Mỹ #3
43. "If She Would Have Been Faithful..." (Full Moon/Warner 28424/tháng 3 năm 1987) Mỹ #17
44. "Niagara Falls"/"I Believe" (Full Moon/Warner 28283/tháng 6 năm 1987) Mỹ #91
45. "I Don't Wanna Live Without Your Love" (Full Moon/Reprise 27855/tháng 5 năm 1988) Mỹ #3
46. "Look Away" (Full Moon/Reprise 27766/tháng 9 năm 1988) Mỹ #1, Anh #77
47. "You're Not Alone" (Full Moon/Reprise 27757/tháng 1 năm 1989) Mỹ #10
48. "We Can Last Forever" (Full Moon/Reprise 22985/tháng 4 năm 1989) Mỹ #55
49. "What Kind Of Man Would I Be?" (Full Moon/Reprise 22741/tháng 11 năm 1989) Mỹ #5
50. "Hearts In Trouble" (Hans Zimmer) (DGC 19679/tháng 7 năm 1990) Mỹ #75
51. "Chasin' the Wind" (Reprise 19466/tháng 1 năm 1991) Mỹ #39
52. "You Come To My Senses" (Reprise 19205/tháng 6 năm 1991)
53. "Here In My Heart" (1997) Mỹ Adult Contemporary #1
54. "The Only One" (1997)
55. "Feel" (chỉ có thể nạp xuống từ iTunes Music Store/tháng 2 năm 2006) Mỹ #19
56. "Love Will Come Back" (Rhino/tháng 5 năm 2006)

### DVD
- Chicago – And The Band Played On (1992, chỉ tại Nhật Bản)
- Chicago Live At The Greek (1993 – chỉ tại Nhật Bản)
- Chicago – RAW
- Chicago – hộp băng Rhino bao gồm DVD
- Chicago II – Rhino 5.1
- Chicago V – Rhino 5.1
- Chicago VII – CBS Records
- Chicago: Live By Request (2003, A&E Network)
- Soundstage Presents Chicago – Live In Concert (2004)
- Chicago/Earth, Wind & Fire – Live at the Greek Theatre (2005)
- The Heart Of Chicago 1982–1991: The Videos (chưa được phát hành)